# Lyell (cráter)

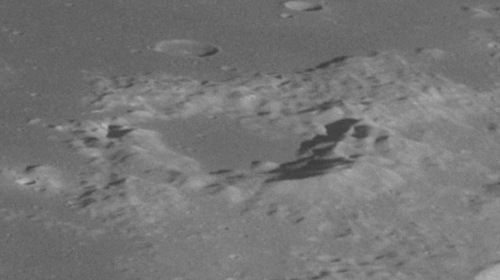
Fotografía de la misión Apolo 11

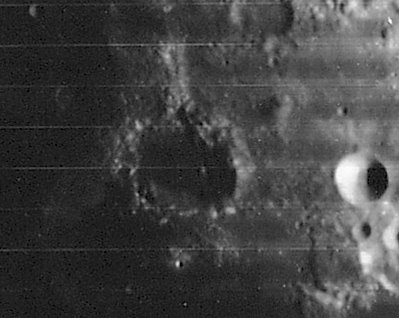
Fotografía de la misión Lunar Orbiter 4

Lyell es un cráter de impacto lunar que se encuentra en el borde oriental del Mare Tranquillitatis, en el brazo norte de la bahía designada como Sinus Concordiae. Al norte, en el borde del mar lunar, se halla el cráter Franz. La región de terreno al este de Lyell se llama Palus Somni.
|  |

El borde exterior de este cráter es una serie irregular de crestas con una formación aproximadamente circular. Presenta múltiples lagunas a través de este borde, conectando el interior con el mare en el lado oeste. La pared es más gruesa en el lado este del cráter.
El suelo interior ha resurgido por efecto de la lava, dejando una superficie plana, sin rasgos como marcas o impactos notables. La región central del suelo interior tiene un albedo relativamente bajo en comparación con el terreno circundante, dándole un aspecto oscuro que coincide con el del mar cercano.

## Cráteres satélite
Por convención estos elementos son identificados en los mapas lunares poniendo la letra en el lado del punto medio del cráter que está más cercano a Lyell.
|       | \| Lyell \| Coordenadas \| Diámetro \| \| ----- \| ---------------------------- \| -------- \| \| A \| 14°18′N 39°36′E / 14.3, 39.6 \| 7 km \| \| B \| 14°24′N 38°24′E / 14.4, 38.4 \| 5 km \| \| C \| 15°12′N 39°24′E / 15.2, 39.4 \| 5 km \| \| D \| 14°42′N 41°30′E / 14.7, 41.5 \| 18 km \| \| K \| 15°18′N 40°54′E / 15.3, 40.9 \| 5 km \| |          |
| Lyell | Coordenadas | Diámetro |
| A     | 14°18′N 39°36′E / 14.3, 39.6 | 7 km     |
| B     | 14°24′N 38°24′E / 14.4, 38.4 | 5 km     |
| C     | 15°12′N 39°24′E / 15.2, 39.4 | 5 km     |
| D     | 14°42′N 41°30′E / 14.7, 41.5 | 18 km    |
| K     | 15°18′N 40°54′E / 15.3, 40.9 | 5 km     |